# Momoland
Momoland (кор. 모모랜드) — південнокорейський жіночий гурт, сформований MLD Entertainment (раніше знана як Duble Kick Company) через реаліті-шоу Finding Momoland у 2016 році. Переможці шоу Хебін, Йону, Джейн, Наюн, Джуі, Аін і Ненсі були оригінальними учасниками. Їхній дебютний мініальбом Welcome to Momoland вийшов 10 листопада 2016 року. 2017 року до гурту Momoland приєдналися Дейзі та Теха. 2019 року гурт покинули Теха і Йону, а в 2020 році - Дейзі. Останнім складом гурту були 6 учасниць: Аін, Хебін, Джейн, Джоі, Ненсі та Наюн.  27 січня 2023 року всі учасниці гурту розірвали контракт з агентством MLD Entertainment. 14 лютого 2023 року гурт було офіційно розформовано.
10 квітня 2025 всі шість учасниць гурту підписали ексклюзивні контракти з компанією Inyeon Entertainment, щоб продовжити діяльність гурту.

## Кар'єра

### 2016:Finding MomolandтаWelcome to Momoland
У червні 2016 року на телеканалі Mnet розпочалося реаліті-шоу на виживання Finding Momoland, створене Duble Kick Entertainment. Із десяті учасниць було відібрано сім і вони дебютували разом як гурт. Фінальний епізод не зміг зібрати 3000 глядачів, і офіційний дебют відклали.
Дебютний шоукейс гурту відбувся 9 листопада того ж року. 10 листопада вийшов їхній дебютний мініальбом Welcome to Momoland, і вони дебютували зі своїм синглом «Jjan! Koong! Kwang!» на сцені музичного шоу M Countdown. Випуск альбому став можливим завдяки краудфандингу для покриття витрат на виробництво фізичного формату. 27 грудня гурт, за винятком Йонву, яка припинила роботу через біль у попереку, відвідав SBS Gayo Daejeon. У жовтні 2016 року гурт було призначено PR-посолом неурядової організації International Relief Development Plan Korea, яка з 12 по 16 грудня 2017 року працювала волонтером у селі Phuc Luong у Тай Нгуєні, В’єтнам, щоб заохотити студентів Happy Mov брати участь у будівництві дитячого садка.

### 2017: нові учасниці,Wonderful LoveіFreeze!

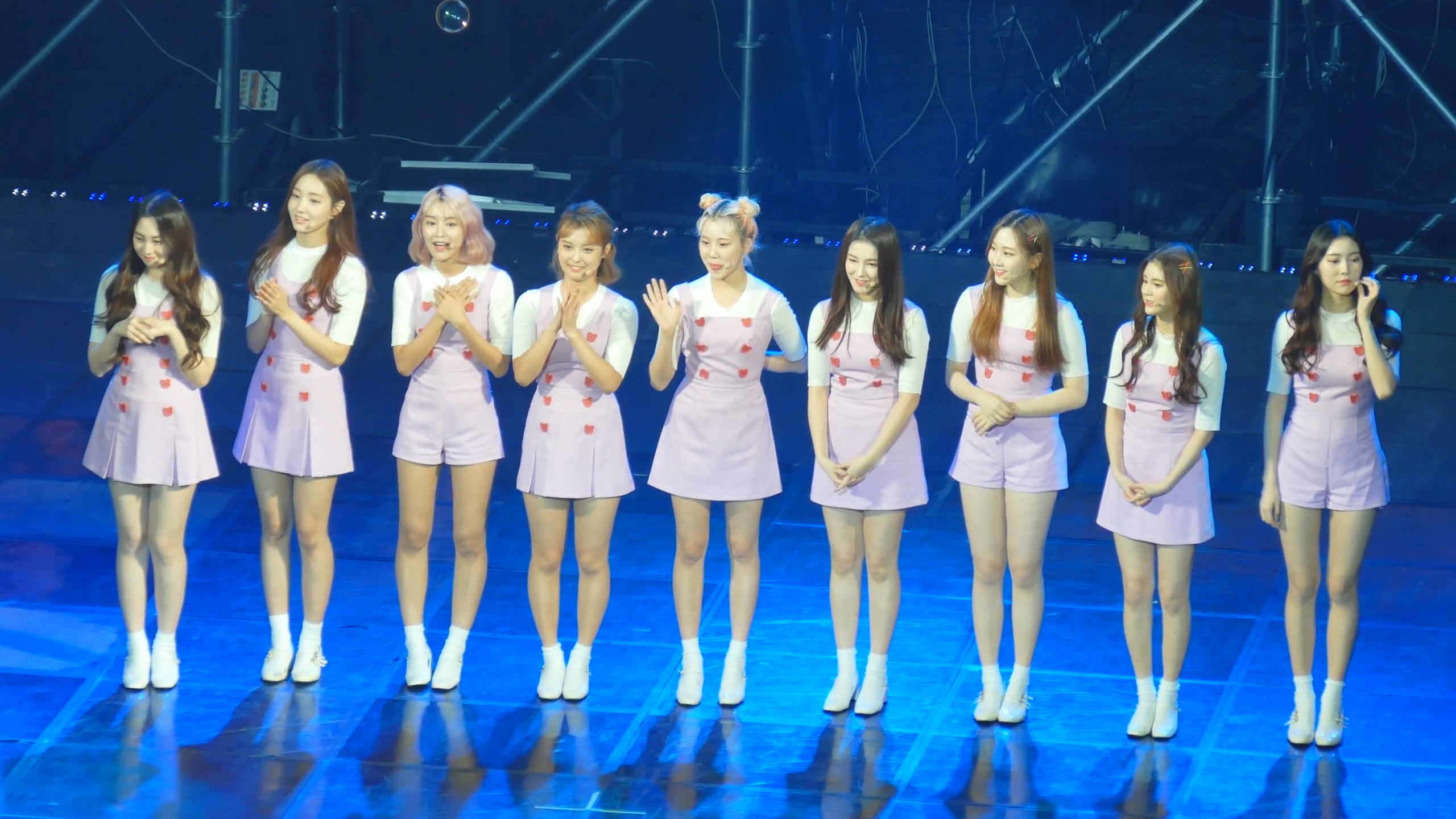
Momoland під час Hero Concert у Сеулі 29 листопада 2017 року.

28 березня 2017 року Дейзі і Теха приєдналися до гурту. Дейзі також з'явилася в реаліті-шоу 2016 року Finding Momoland («У пошуках Момоленд») як стажерка. У квітні 2017 року гурт випустив свій перший сингл-альбом Wonderful Love з однойменним головним синглом. 22 серпня 2017 року другий мініальбом гурту Freeze! вийшов разом з однойменним синглом.

### 2018:Great!таFun to the World

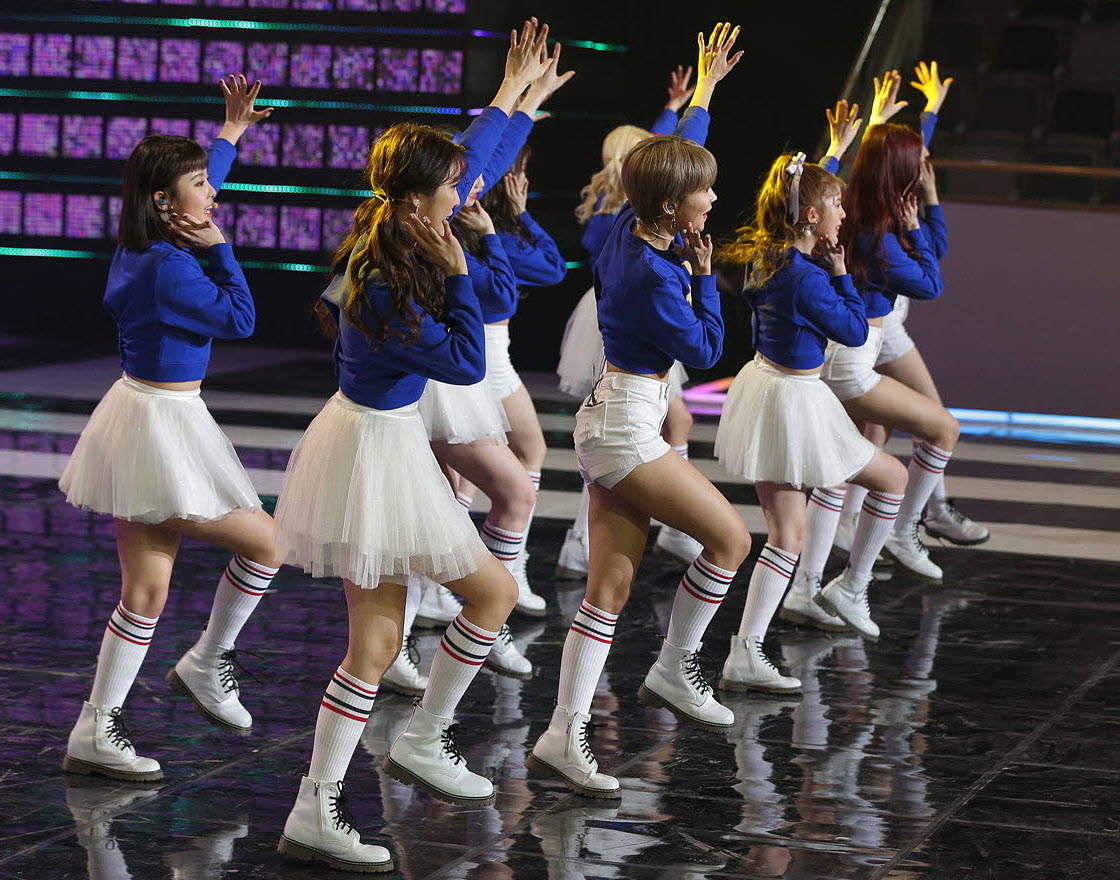
Momoland виступають на концерті G-10 зимових Олімпійських ігор у Пхенчхані 30 січня 2018 року.

3 січня 2018 року група випустила свій третій мініальбом Great! разом із синглом «Bboom Bboom». Того ж місяця російський жіночий гурт Серебро звинуватив Momoland в плагіаті їх пісні «Мі Мі Мі» на «BBoom BBoom». Композитор «BBoom BBoom» Shinsadong Tiger спростував звинувачення, зазначивши, що «басова лінія [є] зазвичай чутною в жанрах ретро-хаус або електро-свінг, так само як і акорд із 4 строф». Гурт провів промо-заходи в Токіо та Осаці з 28 лютого по 4 березня 2018 року. Показ також відбувся в Tower Records у Сібуї.

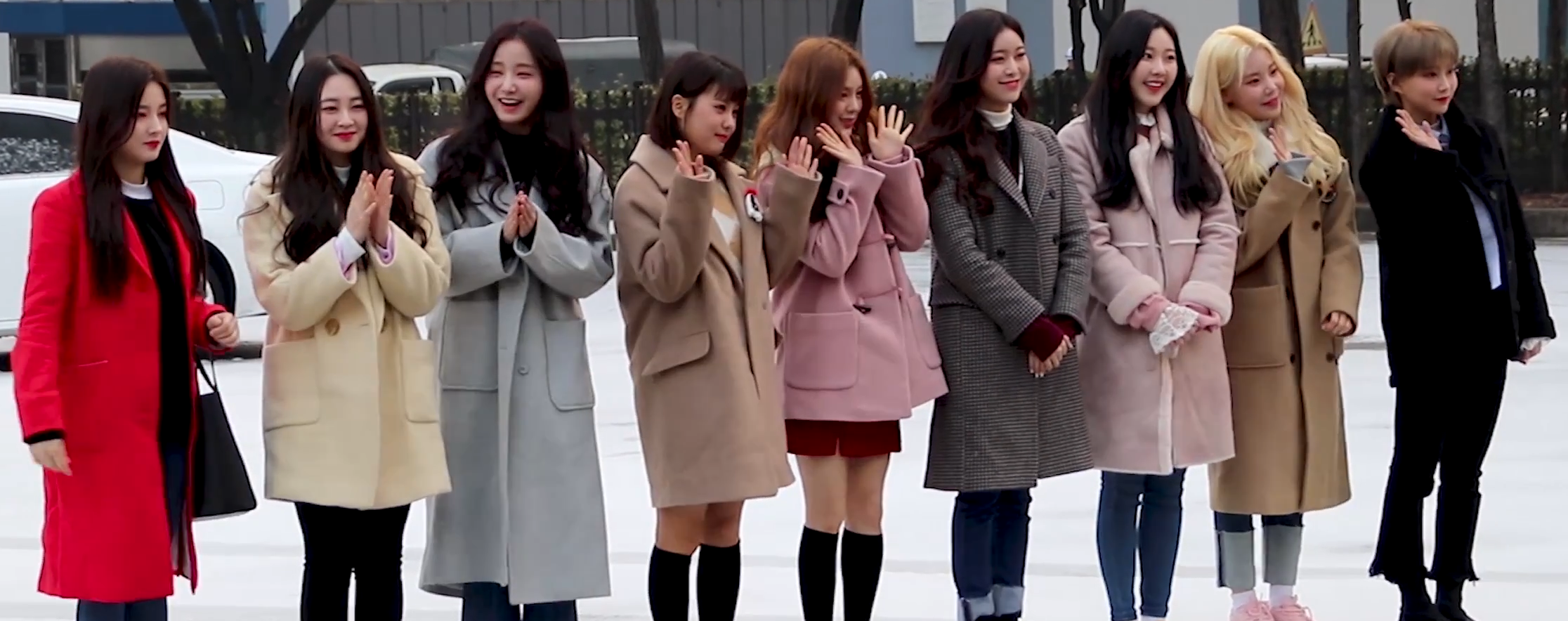
Momoland у KBS Music Bank у лютому 2018 року.

26 червня 2018 року вийшов четвертий мініальбом гурту Fun to the World із синглом «BAAM». 9 серпня 2018 року Momoland стали першим жіночим гуртом та другим гуртом загалом, що отримав платинову сертифікацію в музичному чарті Gaon за стриминг «BBoom BBoom». У червні 2018 року гурт випустив японські версії своїх синглів «BAAM», «BBoom BBoom» і «I’m So Hot», а через кілька місяців відбулися концерти в Токіо та Осаці. Гурт також підписав контракт з King Records і випустив свій альбом у Японії.

### 2019-2020:Show Me,Chiri Chiri,Thumbs Upта зміни у складі
20 березня 2019 року Momoland випустили свій п’ятий мініальбом Show Me з головним синглом «I’m So Hot». Цей сингл став їх першим релізом без Дейзі та Техи з часів Fun to the World. 4 вересня 2019 року гурт випустив свій перший японський студійний альбом Chiri Chiri без Дейзі, Теха та Йону. 4 жовтня 2019 року гурт та MLD Entertainment підписали угоду про спільне управління з філіппінською медіакомпанією ABS-CBN Corporation.
У листопаді 2019 року MLD Entertainment оголосили про відхід Йону та Техи з гурту. Також в компанії заявили, що вони обговорювали з Дейзі її майбутнє в гурті. 30 грудня 2019 року вийшов другий сингл-альбом Thumbs Up з однойменним головним синглом.
У січні 2020 року Дейзі заявила, що шоу Finding Momoland було шахрайським і вводило глядачів в оману шляхом маніпулювання голосами. Вона стверджувала, що після того, як вибула з шоу, до неї звернулися з агентства з пропозицією приєднатися до гурту. MLD Entertainment спростувала ці претензії та заявила, що буде подавати позов проти Дейзі. 13 травня 2020 року було оголошено, що Дейзі покинула гурт Momoland.

### 2020–2023:Starry Night,Ready or Not,Yummy Yummy Love, вихід з MLD та розформування

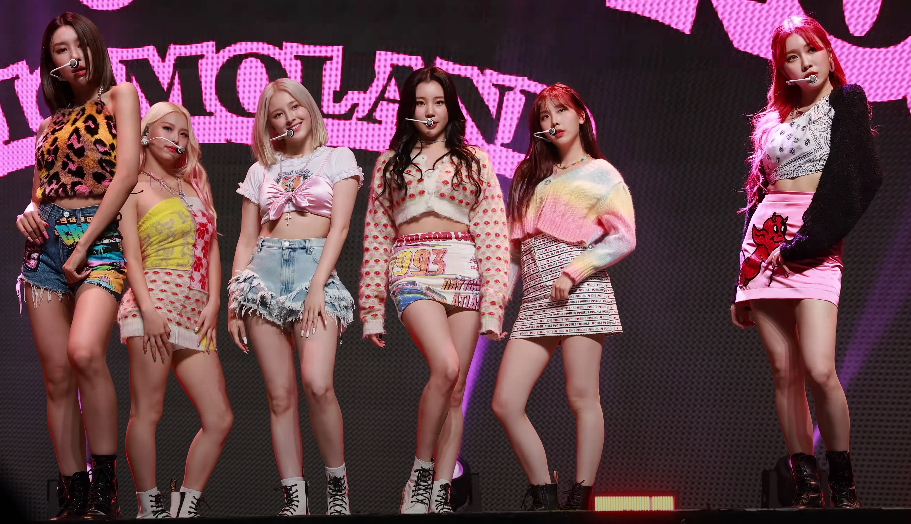
Momoland в 2020 році

11 червня 2020 року вийшов спеціальний мініальбом Starry Night з однойменним головним синглом. Промо у цього мініальбому було відсутнім.
29 червня 2020 року гурт підписав контракт з ICM Partners з планами виходу на американський ринок.
17 листопада 2020 року вони випустили свій третій сингл-альбом Ready or Not з однойменним головним синглом. Текст пісні написав південнокорейський репер Psy. 
5 лютого 2021 року гурт випустив кавер на пісню «Wrap Me in Plastic» виконавця CHROMANCE.
У серпні 2021 року учасниця Аін була представлена у синглі EDM виконавця DJ Soda «Okay!» разом із Lost Chameleon.
14 січня 2022 року гурт випустив свій англомовний сингл «Yummy Yummy Love» у співпраці з домініканською співачкою Натті Наташа. Пісня була номінована на Latin American Juventud Awards 2022, що зробило Momoland першим корейським гуртом, який отримав номінацію на цьому заході.
27 січня 2023 року MLD Entertainment оголосили, що гурт покинув лейбл після закінчення терміну дії контрактів учасниць, однак вони не вказали прямо, що гурт було розформовано. 14 лютого 2023 року всі учасниці Momoland у своїх акаунтах Instagram опублікували листи, в яких повідомили про розформування гурту.

## Філантропія

### 2016
26 жовтня 2016 року Momoland були призначені послами неурядової організації International Relief Development Plan Korea. Вони зголосилися полетіти до села Пхук Луонг у Тай Нгуєні, В’єтнам, щоб заохотити студентів Happy Mov взяти участь у будівництві дитячого садка. Крім того, гурт провів захід культурного обміну з жителями села та корейсько-в’єтнамською культурою та отримала хорошу реакцію селян, виконавши пісні зі свого дебютного альбому.
7 грудня 2016 року Momoland відвідали дитячу лікарню Сеульського університету, щоб взяти участь у благодійному заході артистів поп-культури, де близько 100 маленьких пацієнтів провели час з Momoland та іншими.

### 2017
20 травня 2017 року Momoland взяли в участь у «Ринку мистецтв Plan to Help Children in the Global Village» як посли Plan Korea, який проводився для підтримки дітей Камбоджі.

### 2018
У лютому 2018 року Momoland були призначені новими послами Корейської служби крові Червоного Хреста. Вони брали участь у кількох заходах, проведених KRCBS, і провели акцію здачі крові, рекламуючи Fun To The World.
У червні 2018 року Джоі та Йону взяли участь у Ice Bucket Challenge для збору коштів на будівництво лікарні. Хебін також була номінована, але замість того, щоб виконати завдання, вона зробила пожертву. Того ж місяця Momoland пожертвували усі доходи від шоу Con for Fun To The World, щоб допомогти покрити медичне лікування дітей, які постраждали внаслідок автомобільних аварій.
У травні 2018 року Momoland брали участь у «Благодійному зеленому концерті Seowon Valley». У грудні 2018 року гурт відвідав хворого фаната в лікарні з Філіппін.

### 2019
24 травня 2019 року Momoland взяв участь у благодійному концерті «Let's Fly One & One Concert», де збирали кошти для допомоги жертвам насильства та жорстокого поводження.
У жовтні 2019 року Momoland пожертвував свої прибутки від свого концерту «Good Friends in Manila» потребуючим філіппінським дітям із барангаїв Сан-Хосе та Калавіс в Антіполо, Філіппіни.

### 2020
У 2019 та 2020 роках члени Momoland публічно підтримали Black Lives Matter.
21 квітня 2020 року гурт пожертвував 10 000 футлярів для масок (вартістю 100 мільйонів вон) Plan Korea, щоб допомогти запобігти та подолати пандемію COVID-19.
8 травня 2020 року вони передали 1180 кілограмів рису для малозабезпечених людей через Корейський Червоний Хрест.
26 червня 2020 року вони передали 1500 гігієнічних прокладок (вартістю 5 мільйонів вон) потребуючим мультикультурним сім’ям. Засоби жіночої гігієни були від бренду On A Precious Day, який раніше оголосив Momoland своїм ексклюзивним постачальником. Наступного місяця через «Добрих сусідів» вони передали малозабезпеченим сім’ям 1500 гігієнічних прокладок від «В дорогоцінний день».
У липні 2020 року Momoland провели онлайн-концерт під назвою «Joy Angel Concert» як проєкт соціального внеску та пожертвували виручені кошти знедоленим людям, які хворіють на COVID-19.
У жовтні 2020 року вони взяли участь у благодійній фотосесії, що мала на меті привернути увагу до захисту прав жінок у всьому світі.
У листопаді 2020 року Momoland взяли участь у SBS «Life Sharing Concert», який мав на меті заохотити корейців брати участь у здачі крові.
Того ж місяця вони також взяли участь у відкритому концерті KBS1 «Концерт обміну любов’ю до сусідів», проєкті соціального внеску для малозабезпечених та соціально незахищених верств населення.

### 2022
У липні 2022 року Momoland брали участь у підтримці програми «Проєкт хорошої води» Гугах Нурані в Індонезії, взявши на себе роль «Героїв за воду» з місією постачання дітей чистою питною водою.

## Учасниці
Адаптовано з їхнього профілю Naver.
| Сценічний псевдонім | Сценічний псевдонім | Сценічний псевдонім | Справжнє ім'я | Справжнє ім'я       | Справжнє ім'я | Дата народження            | Позиція у гурті                          |
| Українською         | Латиницею           | Хангилем            | Українською   | Латиницею           | Хангилем      | Дата народження            | Позиція у гурті                          |
| ------------------- | ------------------- | ------------------- | ------------- | ------------------- | ------------- | -------------------------- | ---------------------------------------- |
| Хебін               | Hyebin              | 혜빈                | Лі Хебін      | Lee Hyebin          | 이혜빈        | 12 січня 1996 (29 років)   | Лідерка, вокалістка, реперка             |
| Джейн               | Jane                | 제인                | Сон Джіюн     | Sung Jiyeon         | 성지연        | 20 грудня 1997 (27 років)  | Головна танцюристка, вокалістка          |
| Наюн                | Nayun               | 나윤                | Кім Наюн      | Kim Nayun           | 김나윤        | 31 липня 1998 (26 років)   | Вокалістка                               |
| Джоі                | JooE                | 주이                | Лі Човон      | Lee Joowon          | 이주원        | 18 серпня 1999 (25 років)  | Вокалістка, танцюристка, реперка         |
| Аін                 | Ahin                | 아인                | Лі Аін        | Lee Ahin            | 이아인        | 27 вересня 1999 (25 років) | Головна вокалістка                       |
| Ненсі               | Nancy               | 낸시                | Ненсі Макдоні | Nancy Jewel Mcdonie | 낸시맥도니    | 13 квітня 2000 (25 років)  | Вокалістка, танцюристка, макне           |
| Колишні учасниці    |                     |                     |               |                     |               |                            |                                          |
| Дейзі               | Daisy               | 데이지              | Ю Чона        | Yoo Jungahn         | 유정안        | 22 січня 1999 (26 років)   | Головна танцюристка, реперка, вокалістка |
| Йону                | Yeonwoo             | 연우                | Лі Дабін      | Lee Dabin           | 이다빈        | 1 серпня 1996 (28 років)   | Головна реперка, вокалістка              |
| Теха                | Taeha               | 태하                | Кім Теха      | Kim Taeha           | 김태하        | 3 червня 1998 (26 років)   | Головна вокалістка                       |

## Дискографія
- Chiri Chiri (2019)

## Фільмографія
- Finding Momoland (Mnet, 2016)
- The Liar and His Lover (2016)
- Momoland's Saipan Land (MBC Every 1, 2018)